# Simon-Pierre Saint-Hillien
Simon-Pierre Saint-Hillien CSC (* 6. Juli 1951 in Gonaïves; † 22. Juli 2015 in Miami) war Bischof von Hinche.

## Leben
Simon-Pierre Saint-Hillien trat am 8. September 1976 der Ordensgemeinschaft der Kongregation vom Heiligen Kreuz bei, legte am 5. Oktober 1980 die Profess ab und empfing am 28. Dezember 1980 die Priesterweihe.
Papst Johannes Paul II. ernannte ihn am 10. Dezember 2002 zum Weihbischof in Port-au-Prince und Titularbischof von Lamdia.
Der Kardinalbischof von Porto-Santa Rufina, Roger Kardinal Etchegaray, spendete ihm am 22. Februar des nächsten Jahres die Bischofsweihe; Mitkonsekratoren waren François-Wolff Ligondé, Erzbischof von Port-au-Prince, und François Gayot SMM, Erzbischof von Cap-Haïtien.
Papst Benedikt XVI. ernannte ihn am 6. August 2009 zum Bischof von Hinche.
Simon-Pierre Saint-Hillien verstarb am 2. Juli 2015 im Jackson Memorial Hospital in Miami an den Folgen einer Krebserkrankung.